# إيرينا كالينتيفا
إيرينا كالينتيفا (الروسية: Калентьева, Ирина Николаевна) مواليد 10 نوفمبر 1977، هو متسابقة دراجات روسية. شاركت في دورة الألعاب الأولمبية الصيفية وفازت بميدالية أولمبية فضية في أولمبياد بكين وحلت في المركز الرابع في الألعاب الأولمبية الصيفية 2012.

## الميداليات
| الميدالية | المسابقة                       |
| --------- | ------------------------------ |
| برونزية   | الألعاب الأولمبية الصيفية 2008 |

## روابط خارجية
- إيرينا كالينتيفا على موقع الاتحاد الدولي للدراجات (الإنجليزية)
- إيرينا كالينتيفا على موقع أرشيف الدراجات (الإنجليزية)
- إيرينا كالينتيفا على موقع MTB Data (الإنجليزية)
- إيرينا كالينتيفا على موقع أوليمبيديا (الإنجليزية)